# Bob Denver
Bob Denver (Nueva Rochelle, Nueva York, 9 de enero de 1935-Winston-Salem, Carolina del Norte, 2 de septiembre de 2005) fue un actor estadounidense.

## Carrera
Se graduó de la Universidad de Loyola de Los Ángeles, California.
Fue conocido por interpretar el papel de Gilligan, en la popular serie de televisión Gilligan's Island (1964-1967), repitiendo el papel en los telefilmes Rescue from Gilligan's Island (1978), The Castaways on Gilligan's Island (1979) y The Harlem Globetrotters on Gilligan's Island (1981). También aportó su voz, para los dibujos animados: The New Adventures of Gilligan (1974) y Gilligan's Planet (1982). Denver también protagonizó las series The Many Loves of Dobie Gillis (1959), The Good Guys (1968), junto con el actor  Herb Edelman (En el primer episodio aparece Alan Hale,Jr quien interpretó el papel de "El Capitán" en la isla de Gilligan) y Dusty's Trail (1975), junto con el actor Forrest Tucker. Dusty's Trail es claramente una versión de "La isla de Gilligan" llevada al oeste. Como actor invitado pasó por Dr. Kildare, The Love Boat, La isla de la fantasía, ALF, y la serie protagonizada por David Hasselhoff, Baywatch.